# Gaius Iulius Caesar

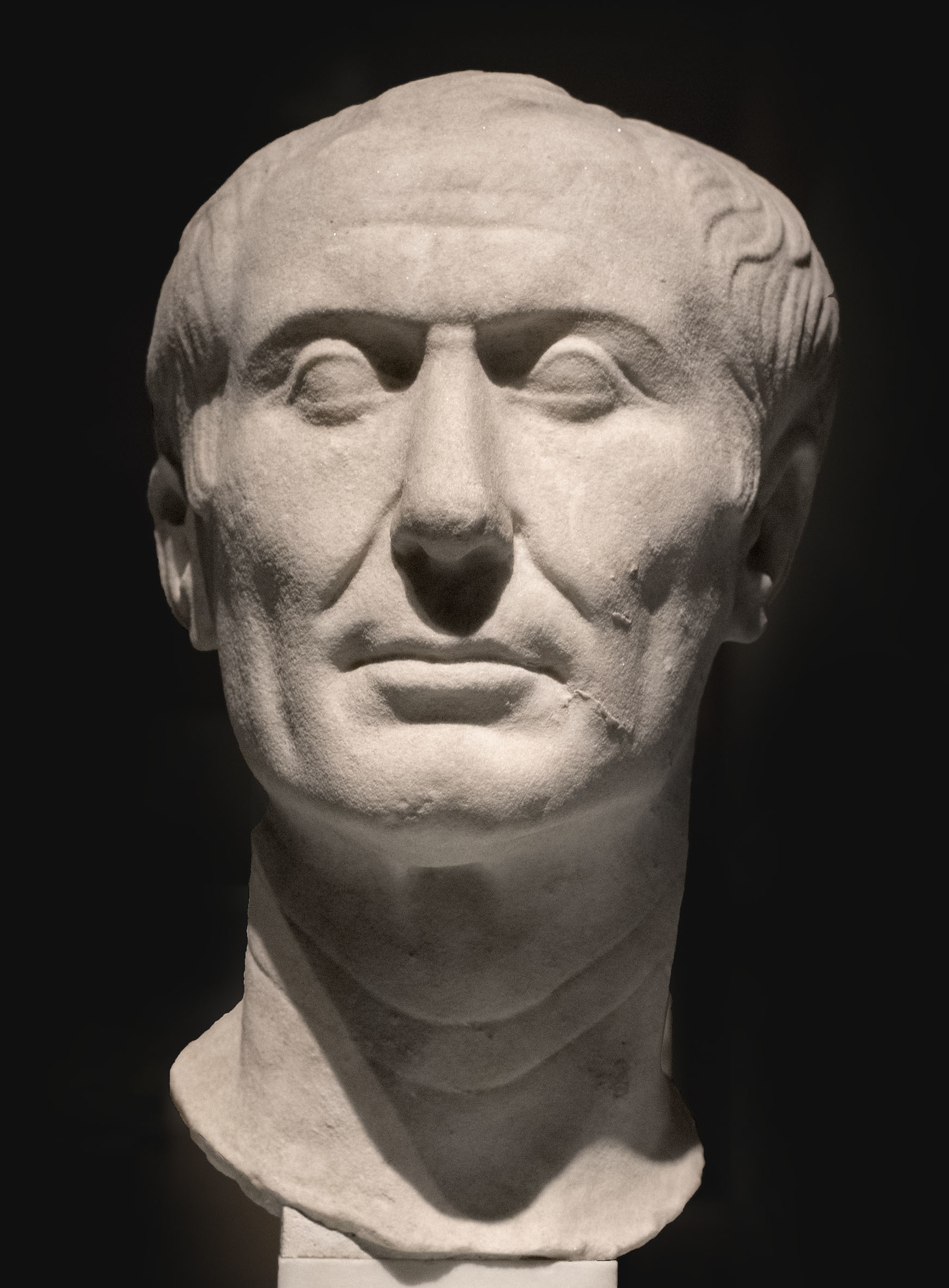
Ein dem Bildnistyp Tusculum-Turin zugrunde liegendes Porträt Caesars gilt als das einzige erhaltene, das noch zu seinen Lebzeiten angefertigt wurde, Museo di antichità, Turin

Gaius Iulius Caesar (deutsch auch Gaius Julius Cäsar; * 13. Juli 100 v. Chr. in Rom; † 15. März 44 v. Chr. ebenda) war ein römischer Staatsmann, Feldherr und Autor, der maßgeblich zum Ende der Römischen Republik und zu ihrer späteren Umwandlung in eine Monokratie, den sogenannten Prinzipat („Kaiserreich“), beitrug.
Der patrizischen Familie der Julier entstammend, absolvierte er die Ämterlaufbahn und gelangte im Jahr 59 v. Chr. zum höchsten politischen Amt, dem Konsulat. Kurz vorher oder während seiner Amtszeit schloss er ein informelles Bündnis mit dem reichen Marcus Licinius Crassus und dem erfolgreichen Militär Gnaeus Pompeius Magnus, das sogenannte Triumvirat. In den folgenden Jahren ging Caesar als Statthalter (Prokonsul) in die nördlichen Provinzen Illyrien sowie Gallia Cis- und Transalpina, von wo aus er in den Jahren 58 bis 51 v. Chr. ganz Gallien eroberte (Gallischer Krieg). Im anschließenden Römischen Bürgerkrieg von 49 bis 45 v. Chr. setzte er sich gegen seinen ehemaligen Verbündeten Pompeius und dessen Anhänger durch und errang die Alleinherrschaft. Ab 46 v. Chr. begann er mit einer grundlegenden Neuordnung des römischen Staatswesens. Kurz nachdem er in diesem Rahmen zum Diktator auf Lebenszeit ernannt worden war, fiel er einem Attentat zum Opfer. Sein Großneffe und Haupterbe Gaius Octavius, der spätere Kaiser Augustus, setzte den Prinzipat als neue Staatsform des Römischen Reiches durch.
Caesar gehört zu den bedeutendsten und wirkmächtigsten Politikern der Antike. Der Name Caesar wurde zum Bestandteil der Titulatur aller nachfolgenden Herrscher des römischen Kaiserreichs. In der römischen Spätantike und im Byzantinischen Reich bezeichnete der Titel Caesar einen Mitherrscher oder Thronfolger. In den entlehnten Formen Kaiser und Zar wurde der Name später auch zum Titel der Herrscher des Heiligen Römischen, des Österreichischen, des Deutschen, Bulgarischen, Serbischen und Russischen Reiches.

## Leben

### Herkunft
Gaius Iulius Caesar entstammte dem angesehenen altrömischen Patriziergeschlecht der Julier (lateinisch gens Iulia), das seine Wurzeln auf Iulus, den Sohn des trojanischen Prinzen Aeneas, zurückführte, welcher der Sage nach Sohn der Göttin Venus war. Auf dem Gipfel seiner Macht 45 v. Chr. ließ Caesar zu Ehren der Venus einen Tempel errichten, um seine Verbindung zu dieser Göttin hervorzuheben.
Caesars Familie war, gemessen am Standard des römischen Adels, nicht reich. Nur wenige Mitglieder der Familie hatten sich politisch hervorgetan: In der Frühzeit der römischen Republik im 5. Jahrhundert v. Chr. findet sich in den Konsularlisten, deren Authentizität in der Forschung umstritten ist, häufiger der Name „Iulius“. 451 v. Chr. war ein Gaius Iulius Iullus Mitglied der Decemviri legibus scribundis, die den Staat grundlegend umgestalten sollten. Für die folgenden Jahrhunderte sind nur zwei iulische Konsuln für die Jahre 267 und 157 v. Chr. nachgewiesen. Caesars gleichnamiger Vater war 92 v. Chr. Prätor; er starb 85 v. Chr. Einige Verwandte waren Konsuln und Censoren. Caesars Herkunft und Verwandtschaftsverhältnisse bestimmten seine Parteinahme in den Römischen Bürgerkriegen. So war Caesars Tante Iulia mit dem Feldherrn Gaius Marius verheiratet, der die Kimbern und Teutonen besiegt hatte und die politische Gruppe der Populares im Römischen Senat anführte.
Caesars Mutter war Aurelia. Seine Schwestern Iulia maior und Iulia minor heirateten Senatoren, die jedoch politisch nicht in Erscheinung traten. Iulia Minor war die Großmutter von Gaius Octavius, dem späteren Kaiser Augustus.

### Erste Schritte in die Politik
Caesar war 15 Jahre alt, als er von seinem Vater mit Cossutia verlobt wurde. Nach dessen frühem Tod löste er 84 v. Chr. die Verbindung mit Cossutia auf. Caesar heiratete 84 v. Chr. Cornelia, die Tochter des Konsuls Lucius Cornelius Cinna, der ebenfalls zur politischen Gruppe der populares gehörte. Im selben Jahr wurde er auch zum flamen Dialis bestimmt, dem Oberpriester des Jupiter. Ob er tatsächlich inauguriert wurde, wird in der Forschung umstritten diskutiert.
Die Familienverbindung zu Cinna und seine Verwandtschaft mit Marius brachten Caesar in Opposition zur Diktatur Sullas, der die konservative Gruppe der optimates vertrat. Sulla befahl Caesar die Scheidung von Cornelia, doch dieser widersetzte sich und verließ Rom. Auf die Bitte einflussreicher Freunde hin wurde er zwar bald begnadigt, kehrte aber nicht nach Rom zurück.
Stattdessen wurde er mit 19 Jahren Offizier im Stab des Marcus Minucius Thermus, des Proprätors und Statthalters der Provinz Asia. Um die Belagerung der Stadt Mytilene auf der Insel Lesbos zu beschleunigen, wurde Caesar an den Hof von König Nikomedes IV. von Bithynien entsandt, den er um eine Flotte bitten sollte. Später wurde Caesar nachgesagt, er habe eine homosexuelle Beziehung zu Nikomedes gehabt. Bei der anschließenden Erstürmung Mytilenes wurde Caesar mit der Corona civica („Bürgerkrone“) ausgezeichnet, die demjenigen verliehen wurde, der einem römischen Mitbürger in der Schlacht das Leben gerettet hatte.
78 v. Chr. ging Caesar als Offizier in den Stab von Publius Servilius Vatia Isauricus, der als Prokonsul in Kilikien die Piraten bekämpfte. Dort blieb er aber nicht lange, da Sullas Tod ihm die Rückkehr nach Rom ermöglichte, wo er seine politische Karriere weiterverfolgte. Er begann, wie damals üblich, als öffentlicher Ankläger und Mitglied der vigintisexviri, der untergeordneten Magistratsbeamten der Republik. Als Ankläger erregte Caesar durch einen Prozess wegen Erpressung gegen Gnaeus Cornelius Dolabella, einen Anhänger Sullas, große Aufmerksamkeit und bewies damit erneut seine Opposition zum Lager der Sullaner. Trotz seiner Niederlage in diesem Fall war sein Ruf nicht geschädigt.
Um Anfeindungen der Sullaner aus dem Weg zu gehen, entschloss Caesar sich, Rom erneut zu verlassen. Ungewöhnlich war, dass er sich nicht zu einer militärischen Mission meldete, um sich als Offizier einen Namen zu machen, sondern eine Studienreise nach Rhodos unternahm, wo er bei dem Rhetor Molon seine Redekunst verbessern wollte. Auf dem Weg nach Rhodos geriet er 75/74 v. Chr. bei der Insel Pharmakussa in die Gefangenschaft von Piraten. Angeblich habe er sie aufgefordert, ein höheres Lösegeld für ihn zu fordern, da er weitaus mehr wert sei als der geforderte Preis. Nach seiner Freilassung organisierte er eine private Seestreitmacht, fing die Piraten und ließ sie kreuzigen, wie er es ihnen angekündigt hatte, als er noch ihr Gefangener war.

### Caesars Aufstieg
Anfang 73 v. Chr. wurde Caesar anstelle des verstorbenen Vetters seiner Mutter, Gaius Aurelius Cotta, in das Priesterkollegium der pontifices kooptiert. 69 oder 68 v. Chr. bekleidete er die Quästur, die unterste Stufe der politisch bedeutenden Ämter der Römischen Republik. Nach Bekleidung dieses Amtes wurde er in den Senat aufgenommen. Als Quästor diente er in Spanien unter dem Proprätor Antistius Vetus. Doch bevor er nach Spanien abreisen konnte, gab es zwei Todesfälle in seiner Familie. Seine Tante Iulia und seine Frau Cornelia starben kurze Zeit nacheinander. Caesar ließ daraufhin für letztere eine Leichenrede halten, was beim Tod jüngerer Frauen in Rom bis dahin einzigartig war.

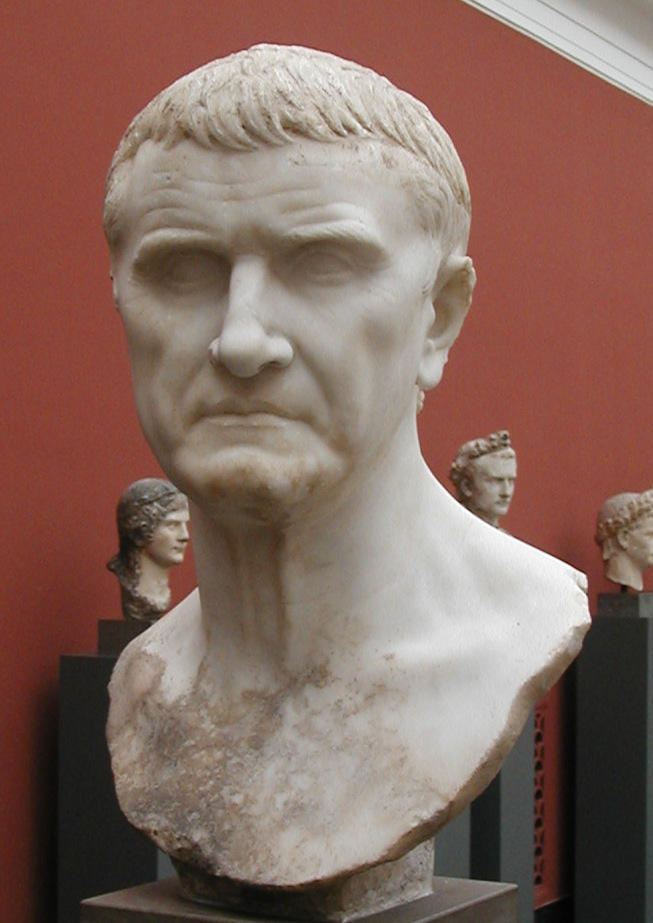
Porträtkopf, wahrscheinlich Marcus Licinius Crassus, aus dem Liciniergrab. Kopenhagen, Ny Carlsberg Glyptotek

Nach seiner Rückkehr aus Spanien heiratete Caesar Pompeia, eine wohlhabende Enkelin Sullas, deren Reichtum er umgehend für seinen politischen Aufstieg nutzte: 65 v. Chr. war er kurulischer Ädil und erlangte durch prachtvolle Spiele, durch die er sich hoch verschuldete, große Beliebtheit. 63 v. Chr. wurde er in das bedeutende Amt des Pontifex maximus, des Oberpriesters, gewählt. Diese Wahl ist als erster außergewöhnlicher Karrieresprung Caesars anzusehen, da das Amt des Oberpriesters traditionell verdienten Consulares (ehemaligen Konsuln) vorbehalten war. Er wurde dabei wie schon bei seinen Spielen als Ädil von Marcus Licinius Crassus, der derzeit als reichster Mann Roms galt, finanziell unterstützt, obwohl unklar ist, wie gut das Verhältnis Caesars zu Crassus zu diesem Zeitpunkt war.
Immer wieder gab es Gerüchte, Caesar sei in die Catilinarische Verschwörung des Jahres 63 v. Chr. verwickelt gewesen. Obwohl er früher Kontakt zu Catilina gehabt hatte, konnte ihm keine Beteiligung an dessen Verschwörung nachgewiesen werden. In einer großen Rede vor dem Senat, die von Sallust in De coniuratione Catilinae wiedergegeben wird, sprach sich Caesar ganz in popularer Tradition gegen die sofortige Hinrichtung der verhafteten Verschwörer aus, die gegen das Provokationsrecht verstieß, und beeindruckte mit seinen Argumenten viele Senatoren. Der Konsul Cicero und die Optimaten, vor allem Cato der Jüngere, setzten sich aber mit Hinweis auf das senatus consultum ultimum, den Staatsnotstand, der einige Wochen zuvor vom Senat erklärt worden war, gegen ihn durch. Schon vorher, im Sommer 63 v. Chr., wurde Caesar zum Prätor für das Jahr 62 v. Chr. gewählt. Im Jahr 62 v. Chr. führte der „Bona-Dea-Skandal“ zur Scheidung von Pompeia.
Das erste wichtige Amt Caesars außerhalb Roms war die Statthalterschaft (Proprätur) in Spanien (Hispania ulterior). Seine Gläubiger drohten, die Abreise zu verhindern; erst als Marcus Crassus mit 830 Talenten für Caesar bürgte, konnte dieser seinen Auftrag wahrnehmen. Caesars aggressive Kriegsführung gegen die Lusitaner im Norden des heutigen Portugal festigte seinen Ruf als fähiger Stratege und diente ihm zur Sanierung seiner Finanzen. Damit besaß er die notwendige Voraussetzung für die Bewerbung um das höchste Staatsamt, das Konsulat. Um rechtzeitig zu den Wahlen nach Rom zu gelangen, brach er kurz vor dem Ablauf seiner Amtszeit als Proprätor nach Rom auf. Mit dem Betreten der Stadt legte er gemäß römischem Recht seine Amtsgewalt nieder und verzichtete auf einen prestigeträchtigen Triumphzug, um sich für das Konsulat bewerben zu können, da eine Bewerbung in absentia verhindert wurde.

#### Triumvir und Konsul

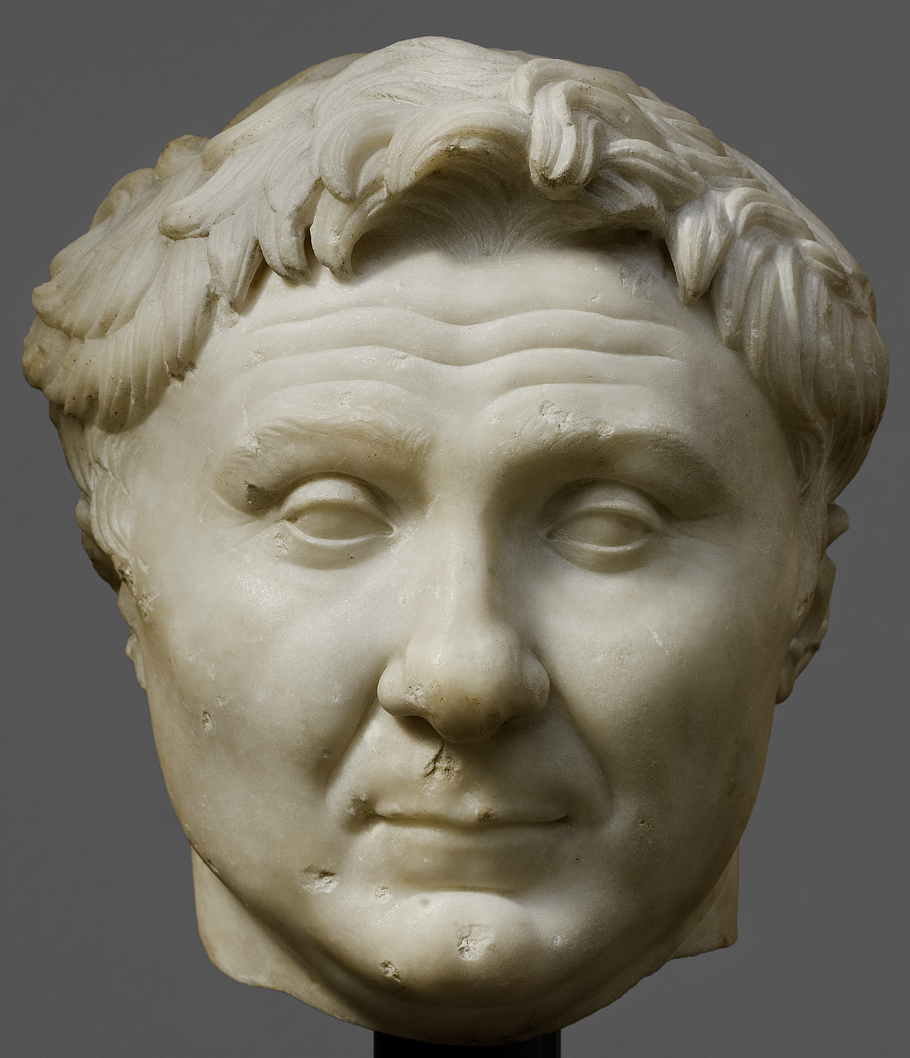
Büste des Pompeius in der Ny Carlsberg Glyptotek

Viele Senatoren widersetzten sich jedoch Caesars Ambitionen. Daher ging er mit Marcus Licinius Crassus und Gnaeus Pompeius Magnus eine strategische Partnerschaft ein. Alle drei wollten ihre jeweiligen Einflussmöglichkeiten koordinieren: Die von den modernen Geschichtsschreibern als erstes Triumvirat („Drei-Männer-Bündnis“), von dem Gelehrten Varro dagegen als „dreiköpfiges Monster“, von dem Historiker Titus Livius als „Verschwörung“ bezeichnete informelle Allianz brachte Geld (Crassus galt als reichster Mann Roms), Militär (Pompeius galt als erfolgreichster Feldherr) und politischen Einfluss (Caesars politisches Talent und Tatkraft) zusammen. Zur Bekräftigung des Bündnisses heiratete Pompeius Caesars Tochter Iulia.
Aufgrund widersprüchlicher Quellenaussagen und unklarer Chronologie ist umstritten, ob Caesar bereits als Konsulatsbewerber das informelle Machtbündnis schuf, weil seine Feinde im Senat den zu wählenden Konsuln unattraktive provinciae zugewiesen hatten, ob also Crassus und Pompeius ihm die Wahl zum Konsul für 59 v. Chr. ermöglichten, oder ob es erst nach der Wahl und somit in der zweiten Jahreshälfte von 60 v. Chr. oder sogar erst 59 v. Chr. zum Zusammenschluss kam. Dafür, dass ihn Caesar als vierten Mann für den damals noch nicht geschlossenen Bund gewinnen wollte, er dies aber abgelehnt habe, könnte ein Brief Ciceros aus dem Dezember des Jahres 60 sprechen. Allerdings ist auch überliefert, dass das Bündnis zuerst geheim gehalten wurde, vielleicht war Cicero also noch ahnungslos.
Caesar war beim Amtsantritt 40 Jahre alt, unterschritt das in Sullas Lex de magistratibus aus dem Jahr 81 festgelegte Mindestalter für das Konsulat von 43 Jahren also deutlich. Weil er auch bei Antritt seiner Prätur zu jung gewesen war, vermutete der Historiker Theodor Mommsen, Caesar sei gar nicht 100 v. Chr. geboren, sondern bereits 102: Dann hätte er beide Ämter jeweils suo anno erreicht. Allerdings erwähnen alle Quellen eindeutig das Geburtsjahr 100, so dass Caesar als Patrizier vielleicht ein Privileg erhalten hatte, wie später sein Adoptivsohn Octavian zu Beginn des Jahres 43 v. Chr.
Caesars Amtsführung als Konsul war im Senat umstritten, vor allem bei dem einflussreichen Optimaten Cato, der Caesar als Feind der Freiheit betrachtete. Caesar brachte in seinem Jahr als Konsul einige Gesetze mit entscheidenden Neuregelungen durch: So ein Gesetz zur Landfrage, das die Ansiedlung von Pompeius’ Veteranen klärte; die Ratifizierung von Pompeius’ Verfügungen in den östlichen Provinzen und den Klientelkönigreichen, die Pompeius vor seiner Rückkehr aus dem Osten geschaffen hatte; die Lösung von Crassus’ Problem bezüglich der Nachlässe für Steuerpächter in Asia und die Reform der Gesetze, die eigentlich den erpresserischen Umtrieben der Statthalter in den Provinzen Einhalt gebieten sollten.
Es waren weniger diese Gesetze, die Caesars Gegner vor den Kopf stießen, als vielmehr ihr Zustandekommen: Weil Caesar sich wiederholt mit offenen Rechtsbrüchen über Widerspruch und Obstruktionen eines großen Teils der Senatoren, insbesondere aber über das Veto seines Amtskollegen Marcus Calpurnius Bibulus hinweggesetzt und auch Gewalt eingesetzt hatte, musste er mit einer Anklage rechnen, sobald er wieder Privatmann wäre – und angesichts der Rechtslage auch mit einer Verurteilung. Dies verhinderte er vorerst durch die mit fünf Jahren ungewöhnlich lange Amtszeit als Prokonsul in Illyrien und Gallien (Cis- und Transalpina), die er sich dank Pompeius und Crassus verschaffte. Vor seinem Amtsantritt heiratete er Calpurnia. Kurz vor seiner Abreise nach Gallien versuchten mehrere hochrangige Senatoren, die Triumvirn mit den Optimaten zu versöhnen, indem alle widerrechtlich zustande gekommenen Gesetze aus Caesars Konsulat nachträglich legalisiert werden sollten. Caesar lehnte dies aber ab, da er fürchtete, in diesem Fall die so wichtige Unterstützung durch Pompeius und Crassus zu verlieren, die seiner dann nicht mehr bedurft hätten. Er wäre der Rache seiner Feinde schutzlos ausgeliefert gewesen.
Einiges spricht dafür, dass mit Caesars Konsulat 59 v. Chr. und seinen zahllosen Rechtsbrüchen (einmal ließen er und Pompeius die Gegner einfach vom Versammlungsplatz prügeln) bereits der Weg in den 10 Jahre später ausbrechenden Bürgerkrieg beschritten wurde: Seither wusste Caesar, dass die Optimaten und auch viele andere Senatoren ihn um jeden Preis vor Gericht stellen und ruinieren wollten, um ihn für seine Verfassungsbrüche zu bestrafen und so die res publica zu bewahren. Caesar hingegen wollte sich eben diesem Schicksal um jeden Preis entziehen. Sein Versuch, in Gallien so viel militärischen Ruhm zu erlangen, dass der Senat gezwungen sein würde, ihm zu verzeihen, war aber letztlich zum Scheitern verurteilt.

#### Prokonsul in Gallien

Caesars Feldzüge während des gallischen Krieges

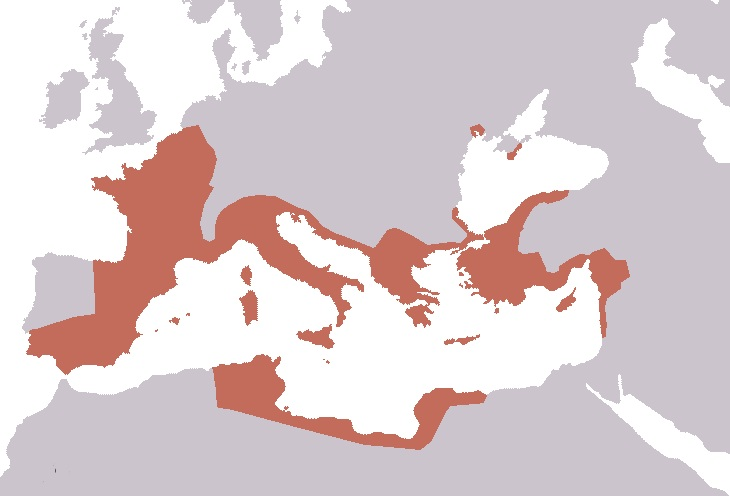
Das Ergebnis der römischen Expansion im Jahre 40 v. Chr.

Caesar hatte sich in der Erwartung, dort sei eher mit einem prestigeträchtigen Krieg zu rechnen, zunächst Illyrien als provincia übertragen lassen; die Statthalterschaft in Gallien kam erst dazu, als der hierfür ursprünglich vorgesehene Promagistrat starb. Das Prokonsulat in Gallien bedeutete einen erheblichen Machtgewinn für Caesar. Als Prokonsul konnte er legal Truppen aufstellen, die in dem System der Heeresklientel auf ihn persönlich eingeschworen waren. Um Macht und Reichtum auszubauen und seine Rechtsbrüche als Konsul vergessen zu machen, brauchte er einen großen Krieg außerhalb der Grenzen des Imperiums, den er bei den zerstrittenen Stämmen Galliens fand, unter denen es seit einigen Jahren größere Unruhen gab. Als die Helvetier, ein Stamm aus der heutigen Schweiz, die Nordgrenze des Römischen Reichs gefährdeten, sah Caesar einen Anlass, militärisch einzuschreiten. Sofort hob er weitere Legionen aus seinen Provinzen aus und schlug die Helvetier bei Bibracte zurück, wobei er die Überlebenden der Schlacht zurück in ihr voriges Heimatland sandte, um dort eine Pufferzone zu den eindringenden Germanen zu bilden. Danach zog er gegen die Sueben, die schon seit einiger Zeit unter Ariovist in Gallien eingefallen waren, und schlug sie über den Rhein zurück. Im zweiten Jahr konnte Caesar die Belger, die als das tapferste Volk unter den Stämmen Galliens galten, im Norden Galliens erst nach heftigen Kämpfen unterwerfen.
Das Triumvirat erneuerte er während der Winterpause durch Verhandlungen mit Pompeius und Crassus in Ravenna und Luca. Die drei verabredeten ein gemeinsames Konsulat von Crassus und Pompeius für das Jahr 55 v. Chr. sowie die Verlängerung von Caesars Prokonsulat um weitere fünf Jahre. So konnte er insgesamt zehn Jahre (58–49 v. Chr.) in Gallien bleiben und die Eroberung des ganzen freien Keltenlandes bis zum Rhein abschließen. Viele Stämme riefen ihn sogar gegen andere Stämme zu Hilfe, wobei sie als Resultat häufig selbst vom ambitionierten Prokonsul erobert wurden.
56 v. Chr. besiegte sein Offizier Decimus Iunius Brutus Albinus die aufständischen Veneter in der Bretagne, womit Caesar den größten Teil Galliens unter seine Kontrolle bringen konnte. Ein Feldzug gegen die Stämme der Menapier und Morini dagegen scheiterte, da sich diese ständig in die Wälder zurückzogen.
55 v. Chr. fielen zwei germanische Stämme in Gallien ein, die Usipeter und die Tenkterer. Caesar begann Verhandlungen mit ihnen, um sie als romfreundlichen Brückenkopf auf dem rechtsrheinischen Gebiet der Ubier anzusiedeln. Während eines Waffenstillstands kam es zu einem militärischen Zwischenfall zwischen den Germanen und Caesars gallischen Hilfstruppen. Caesar nahm dies als Vorwand, die germanischen Häuptlinge, die mit der Bitte um Entschuldigung in sein Lager gekommen waren, festzunehmen und die führerlosen Germanen größtenteils niedermetzeln zu lassen (Massaker an Usipetern und Tenkterern). Die Reste der Usipeter und Tenkterer wurden über den Rhein zurückgedrängt. Nach Caesars eigenen Angaben kamen dabei 430.000 Menschen ums Leben, wobei die Römer keinen einzigen Toten gehabt hätten. Der Althistoriker Luciano Canfora bezeichnet dieses Massaker als „unmenschliches Verbrechen“. In der modernen Genozid-Forschung wird es als frühes Beispiel eines Völkermordes gewertet. Auch in Rom war man entsetzt: Cato beantragte im Senat, Caesar an die Germanen auszuliefern und konnte die Einsetzung einer Untersuchungskommission durchsetzen.
Nach dem Ende der Usipeter und Tenkterer sah Caesar sich genötigt, den Rhein nach Germanien zu überschreiten, um eine Strafexpedition gegen die Germanen zu führen. Im selben Jahr brach er auch nach Britannien auf, wo er aber nicht lange blieb, da seine Flotte durch einen Sturm zerstört wurde und der Winter begann. Im darauffolgenden Jahr führte er einen weiteren Feldzug nach Britannien, in dem er bis an die Themse vordrang, sich aber wieder zurückzog. 53 v. Chr. führte er eine weitere Rheinüberquerung nach Germanien durch. Diese Unternehmen sorgten in Rom, vor allem im Senat, für Aufsehen: Als erster römischer Feldherr führte Caesar Militärexpeditionen in diese den Römern weitgehend unbekannten Regionen durch, verzichtete jedoch auf eine dauerhafte Eroberung Germaniens und Britanniens.
Nach ersten Unruhen bei den linksrheinischen Eburonen unter ihrem König Ambiorix im Spätherbst 54 v. Chr. und der schweren Niederlage in der Schlacht von Aduatuca durch Caesars Legaten Quintus Titurius Sabinus wurde es Anfang 53 v. Chr. in Gallien unruhig. Stämme wie die Treverer und Nervier erhoben sich gegen Caesar, wobei sie anfangs einige Erfolge hatten, schließlich aber endgültig niedergeworfen wurden. 52 v. Chr. erhob sich Vercingetorix, der Fürst der Arverner, gegen die römische Fremdherrschaft. In ihm erwuchs Caesar ein gefährlicher, militärisch ebenbürtiger Gegner. Seine Taktik der verbrannten Erde brachte Caesar in ernste Schwierigkeiten. Vercingetorix schnitt die Nachschubwege Caesars ab und konnte ihn erstmals bei Gergovia schlagen. Jeder siebte Centurio fiel. Nach seinem Sieg gab Vercingetorix seine erfolgreiche Defensivtaktik auf und griff die Truppen Caesars an, doch musste seine schlecht organisierte Reiterei eine Niederlage gegen jene Caesars hinnehmen, worauf er sich nach Alesia zurückzog. Caesar begann sofort, die Stadt mit einem etwa 35 Kilometer langen Wall zu belagern, doch war ein gallisches Entsatzheer auf dem Weg, um Vercingetorix zu befreien. In der darauffolgenden Schlacht, in der Caesar den Ausbruchsversuch des Vercingetorix abzuwehren und gleichzeitige Entlastungsangriffe zurückzuschlagen hatte, blieb er gegen die zahlenmäßig weit überlegenen Gallier siegreich. Der gallische Widerstand war endgültig gebrochen, und Caesar konnte mit diesem Sieg über die gallische Koalition die Herrschaft Roms über Gallien für Jahrhunderte sichern. Vercingetorix, der sich nach der verlorenen Schlacht Caesar vor den Mauern von Alesia ergeben hatte, wurde die erbetene Gnade nicht gewährt: Er wurde sechs Jahre später, nach Caesars Triumphzug 46 v. Chr., in Rom hingerichtet.
Noch im folgenden Jahr musste Caesar einige Aufstände in Gallien niederwerfen, wobei er mit großer Brutalität vorging, vor allem bei der Eroberung der Stadt Uxellodunum. Dort wurden allen Gefangenen die Hände abgeschnitten und damit eines der grausamsten Exempel des gesamten Krieges statuiert. Die gewaltige Kriegsbeute und die Tribute der Unterworfenen nutzte er zur Finanzierung seiner Armee und für den politischen Machtkampf in Rom.
Plutarch gibt an, dass im Gallischen Krieg Caesars eine Million Gallier ihr Leben verloren und eine weitere Million Menschen versklavt wurden. Caesar berichtete in den Commentarii de bello Gallico selbst über seine Zeit in Gallien. Die Schrift schildert viele Details aus dem besetzten Land, diente aber vor allem der Rechtfertigung seiner Feldzüge. Zudem stellte Caesar erstmals Gallier und Germanen als zwei verschiedene Völkerschaften heraus und charakterisierte sie einzeln, wobei er als Grenze zwischen beiden Völkerschaften im Wesentlichen den Rhein ansah. Zuvor galten die Germanen noch als ein keltischer Teilstamm. Auch führt er die Stämme der Helvetier und der Bataver an, deren Namen in den späteren lateinischen Gebietsbezeichnungen der Schweiz und der Niederlande fortleben.

#### Bürgerkrieg
53 v. Chr. war Crassus auf einem Feldzug gegen die Parther ums Leben gekommen; mit ihm war auch der Großteil seines Heeres von über 40.000 Mann untergegangen. Gleichzeitig hatte sich Pompeius dem Senat angenähert, da ihm sein einstiger Juniorpartner Caesar zu mächtig geworden war. Von großer Bedeutung für die Stabilität ihrer Beziehung war Caesars Tochter Iulia gewesen, die 54 v. Chr. im Kindbett gestorben war. Das politische Bündnis verlor am Ende der 50er Jahre für Pompeius den Nutzen. Das Jahr 50 v. Chr. war von hektischer politischer Aktivität und Verhandlungen geprägt. Caesar war der Ansicht, man könne erst für 48 einen neuen Prokonsul nach Gallien schicken, um ihn abzulösen, und wollte sich vermittels seiner Beliebtheit im Volk rechtzeitig für 48 zum Konsul wählen lassen, um weiterhin gegen Anklagen immun zu sein. Die Optimaten im Senat wollten ein zweites Konsulat Caesars hingegen unbedingt verhindern, um ihn ohne die Immunität eines Amtsträgers endlich vor Gericht stellen zu können. Es gelang, Caesar durch politische Winkelzüge auszumanövrieren, so dass er das Kommando über die gallischen Legionen früher als geplant verlieren sollte. Nun forderte der Senat von Caesar, seine insgesamt zehn Legionen aufzulösen. Caesar weigerte sich, wenn nicht gleichzeitig auch Pompeius sein Heer auflöse. Tatsächlich hatte im Senat zuletzt eine überwältigende Mehrheit für den Vorschlag von Curio gestimmt, dass beide, Caesar und Pompeius, ihre Macht niederlegen sollten. Der Consul des Jahres 50 v. Chr., Caesars Gegner Marcellus, ignorierte den Beschluss und ermächtigte Pompeius dann zum Kampf gegen Caesar.
Wie Caesar selbst angab, schritt er, allein um seine persönliche dignitas, seine Würde, zu wahren, zum Staatsstreich: Um nicht vor Gericht gestellt zu werden, müsse er sich an seine Soldaten um Hilfe wenden. Trotz des Verbots, gegen den Willen des Senats Militär nach Italien zu bringen, überquerte er daher am 10. Januar 49 v. Chr. mit der etwa 5.000 Mann starken dreizehnten Legion (Legio XIII Gemina) den Grenzfluss Rubikon, der Italien von der Provinz Gallia cisalpina trennte. Bei dieser Gelegenheit soll er den damals schon berühmten griechischen Ausspruch „ἀνερρίφθω κύβος“ („hochgeworfen sei der Würfel!“) getan haben, der heute außerhalb des griechischen Kulturkreises in seiner lateinischen Übersetzung „alea iacta est“ („Der Würfel ist gefallen“, wörtlich „Der Würfel ist geworfen“) bekannt ist. Pompeius, der erst kürzlich vom Senat zum Verteidiger der Republik ausgerufen war, hatte sich gerühmt, dass er nur mit den Füßen auf den Boden zu stampfen brauche, und schon würden sich Truppen aus dem Boden erheben: Er bezog sich damit auf seine treuen Veteranen aus den Ostfeldzügen. Doch dies entsprach angesichts des schnellen und entschlossenen Handelns Caesars keineswegs der Realität. Schnell musste Pompeius einsehen, dass er in kurzer Zeit nicht genügend Truppen in Italien aufstellen konnte. So entschloss er sich, Rom zu räumen und nach Griechenland auszuweichen, um dort den Krieg gegen Caesar zu organisieren. Dieses sachlich richtige Vorhaben stieß bei einigen Senatoren, allen voran bei Cato, auf heftigen Widerstand. Doch auch Cato musste die Aussichtslosigkeit der Lage einsehen. Caesar brachte in Eilmärschen ohne auf nennenswerten Widerstand zu stoßen die wichtigsten Städte Norditaliens unter Kontrolle und erreichte Rom; Pompeius aber hatte Rom schon mit den meisten caesarfeindlichen Senatoren geräumt und war nach Brindisi geflohen. Bevor Caesar ihn erreichen konnte, setzte er nach Griechenland über.
Caesar beschloss, weil er keine Flotte besaß, um Pompeius zu folgen, zuerst die pompeianischen Legionen in Spanien zu besiegen, um sich danach dem Kampf gegen Pompeius zu widmen. Über Südgallien, wo er Massilia belagerte, fiel er in Spanien ein und schlug die sieben Legionen des Pompeius unter dessen Legaten Lucius Afranius, Marcus Petreius und Marcus Terentius Varro in kürzester Zeit.
Als Caesar aus Spanien zurückkehrte, erreichten ihn schlechte wie gute Nachrichten. Der größte Teil seiner Offiziere hatte in ihnen zugewiesenen Aufgaben versagt. Nur Decimus Brutus errang in der Adria einige Erfolge gegen die Flotte des Pompeius. Pompeius und die Republikaner hatten die Zeit unterdessen genutzt, um eine große Armee aufzustellen.
48 v. Chr. wurde Caesar erneut zum Konsul gewählt. Er überquerte mit etwa 15.000 Mann die Adria und zog gegen Pompeius, musste aber eine Niederlage bei Dyrrhachium hinnehmen, woraufhin er sich nach Thessalien zurückzog. Auf dem Weg dorthin plünderte er einige Städte und verband sich mit dem Rest seines Heers, das mit Marcus Antonius über die Adria gekommen war. Pompeius wurde anschließend, trotz seiner angeblich doppelt so starken Armee, am 9. August desselben Jahres in der Schlacht bei Pharsalos entscheidend geschlagen, nachdem er von den ihn begleitenden Senatoren zum Kampf gedrängt worden war; er selbst entkam mit knapper Not. Nach diesem entscheidenden Sieg kontrollierte Caesar den größten Teil des östlichen Mittelmeers und war de facto Alleinherrscher im Römischen Reich. Viele der caesarfeindlichen Senatoren flohen in andere Teile der römischen Welt, um dort den weiteren Aufstand gegen Caesar zu organisieren, andere wurden von Caesar begnadigt. Pompeius floh nach seiner Niederlage nach Ägypten, wo er auf Befehl der Ratgeber des Königs Ptolemaios XIII. ermordet wurde.

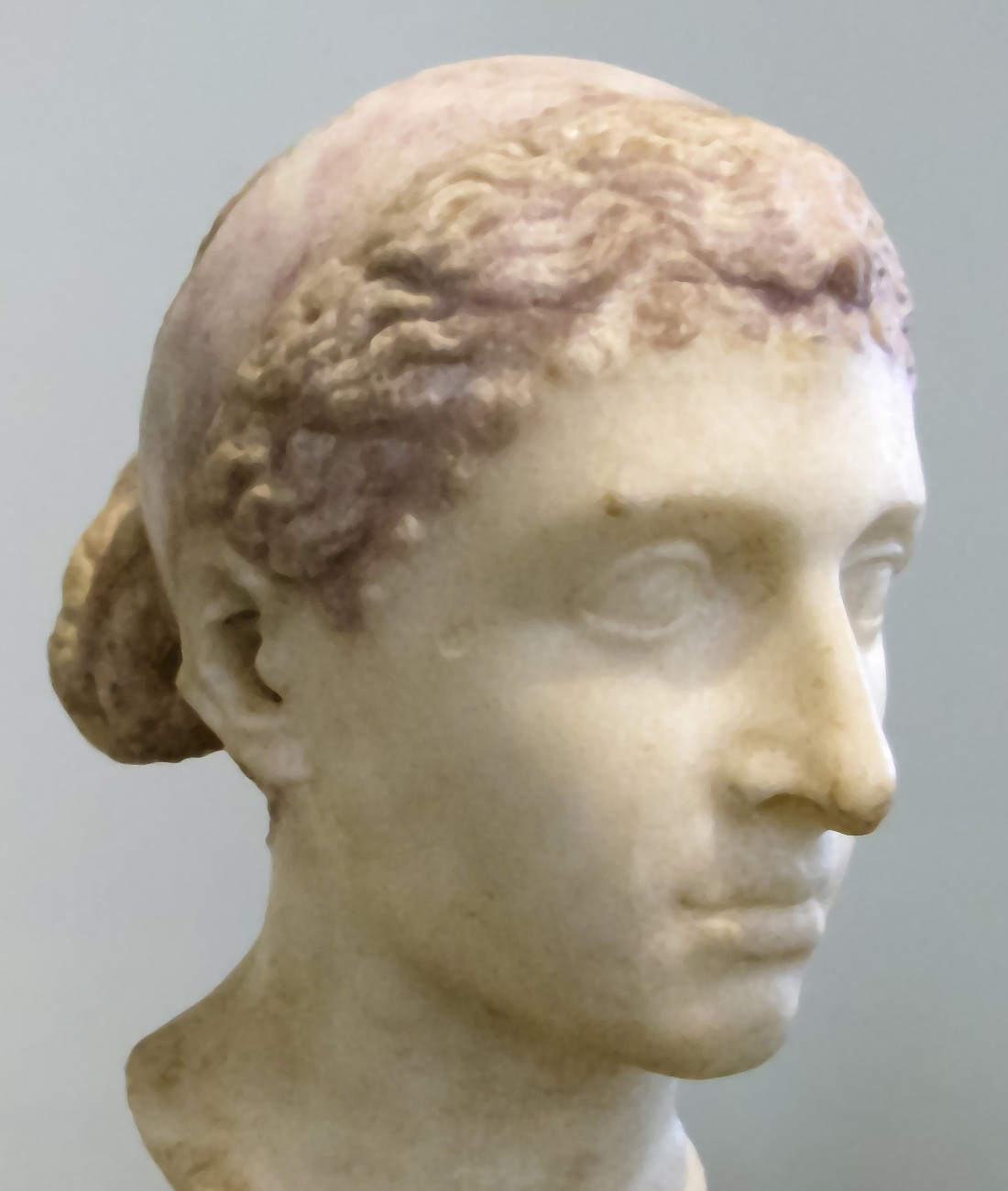
Büste der Kleopatra im Alten Museum (Berlin)

Caesar folgte Pompeius nach Alexandria, wo man ihm den Kopf seines Rivalen und ehemaligen Verbündeten überreichte. Caesar ließ jedoch, als Zeichen seiner clementia, der Milde gegenüber dem Gegner, die sterblichen Überreste in allen Ehren überführen, was nicht zuletzt auch politischen Zweckmäßigkeiten geschuldet war. In Alexandria wurde er in die dortigen politischen Streitigkeiten hineingezogen. So machte er die Bekanntschaft der jungen Königin Kleopatra, Ptolemaios’ Schwester und Mitregentin. Dies war der Beginn einer leidenschaftlichen Liebesbeziehung, die in der Folgezeit noch für Unruhe sorgte. Caesar ergriff Partei für Kleopatra, die von ihrem Bruder aus Ägypten vertrieben worden war, und musste den sogenannten „Alexandrinischen Krieg“ (bellum Alexandrinum) gegen Ptolemaios bzw. dessen General Achillas austragen. Caesar wurde in Alexandria eingeschlossen und in die Defensive gedrängt. Die neuere Forschung geht inzwischen nicht mehr davon aus, dass während der Belagerung auch die berühmte Bibliothek von Alexandria abgebrannt ist. Nachdem Caesar sich mit dem durch Mithridates von Pergamon herangeführten Entsatzheer vereint hatte, wurden die Truppen des Achillas in die Flucht geschlagen. Ptolemaios ertrank auf der Flucht im Nil. Kleopatras Machtposition wurde danach bestätigt. Mit Kleopatra hatte Caesar ein Kind mit dem Namen Ptolemaios Kaisarion.
Anschließend wandte sich Caesar gegen Pharnakes II. von Pontus, der die römischen Provinzen in Kleinasien plünderte. Nach nur fünftägigem Feldzug wurde Pharnakes geschlagen und aus Kleinasien vertrieben. Caesars berühmter Ausspruch: „Ich kam, ich sah, ich siegte“ (veni vidi vici) war auf den kurzen Feldzug gegen Pharnakes gemünzt.
Nach dem Sieg über Pharnakes II. zog Caesar in zwei Feldzügen gegen die restlichen Pompeianer: Im Afrikanischen Krieg schlug er am 6. April 46 v. Chr. in der Schlacht bei Thapsus in der Provinz Africa die republikanischen Senatstruppen unter Metellus Scipio und Cato dem Jüngeren. Cato beging nach der militärischen Katastrophe in seiner Festung Utica Selbstmord, und Caesar löste das Königreich Numidien auf, das die Pompeianer unterstützt hatte. Nach kurzem Aufenthalt in Rom zog er nach Hispanien und schlug dort 45 v. Chr. in der Schlacht bei Munda die Söhne des Pompeius, von denen nur der jüngere Sextus Pompeius entkam, der in den Augen Caesars jedoch keine Bedrohung mehr darstellte. Somit waren die letzten Pompeianer bzw. Republikaner ausgeschaltet und die Republik faktisch am Ende.

### Diktatur

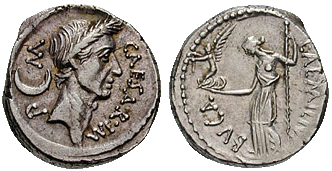
Caesar war der Erste, dessen Portrait man zu Lebzeiten auf römischen Münzen abbildete.

Bereits vor dem endgültigen Erlangen der Alleinherrschaft in Rom entfaltete Caesar eine umfangreiche Gesetzestätigkeit (Leges Iuliae), um das römische Staatswesen grundlegend zu reformieren. Er plante eine Kodifizierung und Überarbeitung der Gesetze, die Anlage einer umfangreichen Bibliothek, den Bau eines neuen Senatsgebäudes und große Bauvorhaben auf dem Campus Martius sowie die Trockenlegung der Pontinischen Sümpfe. Zudem führte er mit dem nach ihm benannten julianischen Kalender einen verbesserten Kalender ein und hatte durch seine Kolonien die Städte Karthago und Korinth wiederbelebt, die ein Jahrhundert zuvor von den Römern zerstört worden waren.
Schon nach seiner Rückkehr aus Ägypten im Jahre 46 v. Chr. hatte Caesar sich zum Diktator auf zehn Jahre ernennen lassen. Nach seinem letzten militärischen Erfolg in Spanien wurde er vom Senat zwischen dem 9. und 15. Februar 44 zum dictator perpetuo (Diktator auf Lebenszeit) ernannt. Insbesondere dieser letzte, nicht verfassungskonforme Titel sowie der Auftritt als dictator perpetuo in der alten Königstracht am Lupercalienfest am 15. Februar 44 erweckten den Verdacht, dass Caesar eine Monarchie errichten wolle. Verstärkt wurde dieser Eindruck durch die Art, wie er sich über die „res publica“ äußerte und mit ihren Institutionen umsprang: Der Staat sei nichts als ein blutloser Schatten, Sulla sei ein politischer Analphabet gewesen, weil er die Diktatur niedergelegt habe. Die Leute müssten allmählich erst nachdenken, wenn sie mit ihm redeten, und seine Worte als Gesetz betrachten.
Die Frage, ob Caesar wirklich den Titel eines Königs anstrebte oder sich mit der Diktatur begnügen wollte, beschäftigt die Historiker bis heute (auch im Zusammenhang mit seiner Alexander-Imitatio). Ebenso ist es strittig, ob dem „Staat Caesars“, der auf Personen, jedoch nicht auf Institutionen beruhte, überhaupt eine Konzeption zugrunde lag; vieles deutet eher darauf hin, dass dies nicht der Fall war. Christian Meier hat in seiner einflussreichen Caesar-Biografie daher auch pointiert behauptet, dass Caesar nur Macht innerhalb der Verhältnisse der res publica hatte, nicht aber über die Verhältnisse hinaus. Sicher ist, dass Caesars Stellung königsgleich war, er aber keinen Weg fand, mit Zustimmung der Römer die Monarchie einzuführen. Wie um den toten Punkt zu überwinden (und auch, um sich zusätzlich Legitimation zu verschaffen), mutet seine Entscheidung zu einem großen Feldzug (Partherkrieg) nach Osten an, auf dem das Partherreich unterworfen werden sollte. Inzwischen hatte sich im Senat unter den Anführern Marcus Iunius Brutus und Gaius Cassius Longinus heimlich eine recht große Gruppe gebildet, die entschlossen war, Caesar zu töten. Viele dieser Senatoren, auch Brutus, hatten in den Jahren zuvor zu den Anhängern und Günstlingen Caesars gezählt. Sie glaubten jedoch seit seiner Ernennung zum dictator perpetuo nicht mehr daran, dass er, wie einst Sulla, plante, die Republik lediglich umzugestalten: Da Caesar sich nun unbestreitbar als Tyrann entpuppt habe, müsse er sterben, um Rom die Freiheit zurückzugeben. Dass dies zugleich bedeutete, gegen römische Grundwerte wie pietas und amicitia zu verstoßen, nahmen die Attentäter, die vielfach persönlich in Caesars Schuld standen, in Kauf. Obwohl über 80 Senatoren in den Anschlagsplan eingeweiht waren, gab es keinen Verräter.

### Ermordung

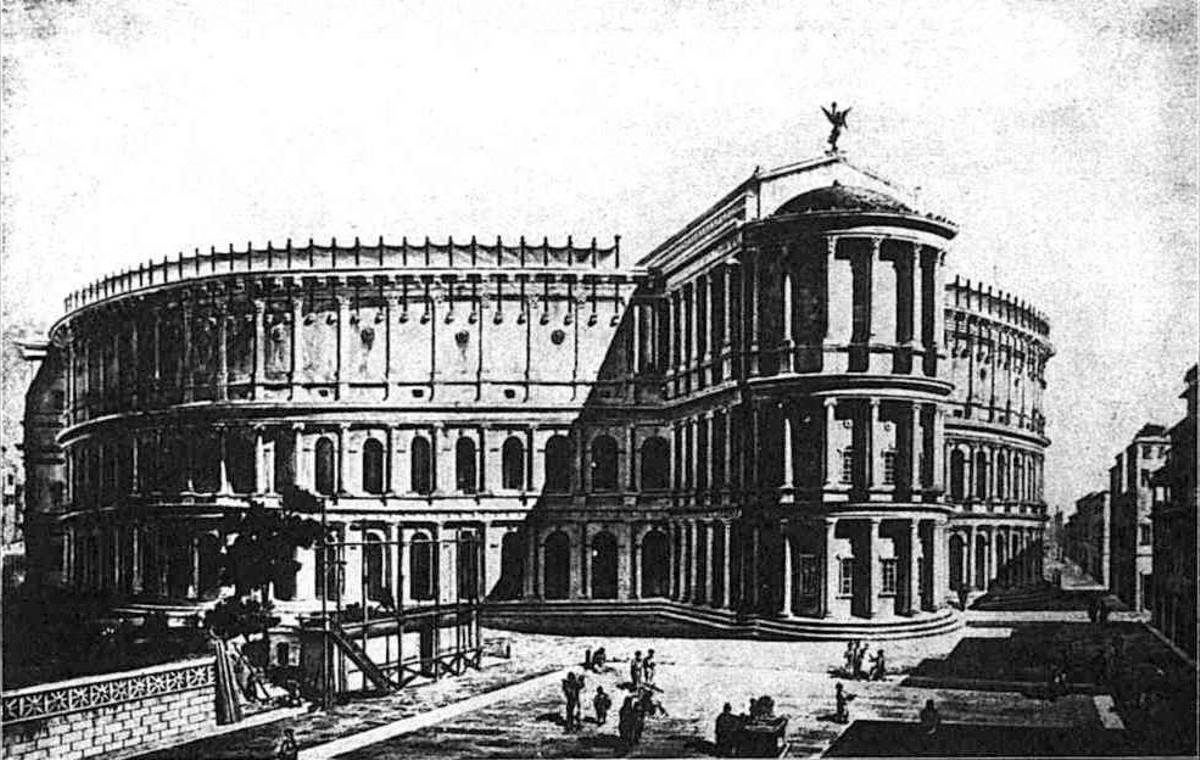
Rekonstruktion des Theaters des Pompeius, in dem Caesar erdolcht wurde

Caesar wurde am 15. März 44 v. Chr. von einer Gruppe Senatoren um die gerade genannten Marcus Iunius Brutus und Gaius Cassius Longinus während einer Senatssitzung im Theater des Pompeius durch zahlreiche Dolchstiche ermordet. An der Tat waren über 60 Personen beteiligt.
Noch am Morgen des Tages erwog Caesar, der Senatssitzung fernzubleiben, weil seine Frau Calpurnia die Katastrophe aufgrund von Alpträumen vorausgeahnt haben soll. Decimus Brutus wurde deshalb entsandt, um das Scheitern des lange geplanten Vorhabens zu verhindern und den Diktator umzustimmen. Durch geschickten Spott über den vermeintlichen Einfluss von Aberglauben auf Caesars Handeln gelang dies angeblich auch. Hierbei ist aber zu bedenken, dass Kleopatra in Rom war, weshalb zweifelhaft ist, ob Caesar die Nacht überhaupt zu Hause verbracht hat. Caesar konnte der Senatssitzung jedoch letztlich nicht fernbleiben. Zum einen plante er, bald in den Partherkrieg zu ziehen, weshalb Dolabella ihm als Konsul nachfolgen sollte. Ein weiterer zu besprechender Punkt war Gerüchten zufolge die Erteilung der Erlaubnis an Caesar, außerhalb Roms und Italiens den Titel rex zu führen, da gemäß einer Weissagung nur ein König die Parther besiegen könne.
Vor dem Senatsgebäude traf Caesar auf seinen Freund und Mitkonsul Marcus Antonius, der von Gaius Trebonius abgelenkt wurde. Auch eine unterwegs erhaltene Schriftrolle des griechischen Philosophielehrers Artemidoros, die Details zur Verschwörung enthielt, vermochte Caesar nicht zu warnen, denn er überreichte sie einem Mitglied des Stabs, um sie später zu lesen. Am Tag seiner Ermordung stieß Caesar auch auf den Eingeweideschauer (Haruspex) Spurinna, der ihn aufgrund einer Eingeweideschau schon einen Monat zuvor vor einer – spätestens an den Iden des März sich realisierenden – Gefahr gewarnt hatte, und stellte laut Sueton abschätzig fest „Die Iden des März sind da!“, worauf dieser entgegnete: „Da sind sie, aber noch nicht vorbei.“
Bei seiner Ermordung soll Caesar auf Griechisch seine berühmten letzten Worte an Marcus Brutus gerichtet haben, dem er trotz aller politischen Unterschiede eine Art väterlicher Freund gewesen war: καὶ σὺ τέκνον (kaì sy téknon, „Auch du, mein Sohn?“). Vermutlich waren aber seine Verletzungen durch die zahlreichen Dolchstiche zu schwer, um noch ein Sprechen zu ermöglichen. Marcus Tullius Cicero, politisch ein Gegner Caesars, aber an der Verschwörung nicht beteiligt, war Zeuge der Tat und schrieb später in einem Brief an seinen Freund Titus Pomponius Atticus, dies sei das gerechte Ende eines Tyrannen gewesen. Den Mord an Caesar bezeichnet man deshalb auch als Tyrannenmord.

## Maßnahmen nach Caesars Tod

### Kompromiss
In der Nacht vom 15. auf den 16. März erhielt Antonius von Calpurnia die Aufzeichnungen Caesars und dessen Privatvermögen, die er in sein Haus bringen ließ. Am 16. März überredete Antonius die treuen Anhänger Caesars, unter ihnen Lepidus und Balbus, von einer Rache abzusehen. Noch am 16. März kamen die ranghöchsten Senatoren in das Haus des Antonius, um sich mit ihm abzusprechen. Am nächsten Tag wurde von ihm ein Kompromiss bewirkt: Der Senat segnete alle vergangenen und in den Aufzeichnungen Caesars zu findenden geplanten, aber noch nicht durchgeführten Vorhaben samt und sonders ab. Hierfür sprach sich auch Cicero aus.
Im Gegenzug erhielten die Caesarmörder eine Amnestie. Dolabella wurde zum zweiten Konsul neben Antonius, wie es Caesar für die Zeit seiner Abwesenheit im Partherkrieg geplant hatte. In einer weiteren Senatssitzung am nächsten Tag wurde Antonius als Verhüter eines Bürgerkrieges geehrt und Caesars Testament anerkannt. Die Eröffnung des letzten Willens erfolgte am 19. März und sorgte für die Überraschung, dass Octavian zum Haupterben und posthumen Adoptivsohn Caesars wurde. Ferner hatte Caesar bestimmt, dass jedem Römer eine Geldsumme hinterlassen wurde, zudem erhielt die Stadt Caesars Gärten jenseits des Tiber. Die Aufnahme des Testaments durch die unberechenbare Plebs, die Caesar vor dessen Ermordung noch seinen Disput mit den Volkstribunen übelgenommen hatte, war absehbar, auch für die Caesarmörder, welche sich vor der Bestattung zum Teil nach Antium in Sicherheit brachten.

### Bestattung
Die Organisation des Begräbnisses fiel Atia, der Nichte Caesars, zu. Caesars Bestattung verlief am 20. März 44 v. Chr. unter tumultartigen Umständen. Die kaiserzeitlichen Quellen berichten, dass Antonius durch seine Leichenrede, die durch Shakespeares Bearbeitung Berühmtheit erlangt hat, die stadtrömische Plebs aufgeputscht habe: Hierzu zählen Appian, Plutarch und Cassius Dio. Nikolaos von Damaskus, der dem Ereignis sehr viel näher stand und in seiner apologetischen Biographie des Augustus jede Gelegenheit wahrnahm, Antonius zu kritisieren, erwähnt diesen gar nicht im Rahmen seiner Beschreibung. Cicero schreibt am 19. April, dass Caesars Tod „in preisender Rede beklagt“ worden sei, ohne Antonius zu erwähnen, während Sueton nur sagt, dass Antonius zu der Verlesung des Senatsbeschlusses über die Ehren für Caesar und des für Caesar geleisteten Eides der Senatoren, diesen zu beschützen, einige Worte von sich aus hinzugefügt habe. Daneben berichtet Sueton von der Inszenierung des Leichenbegängnisses, welche die Plebs aufwühlte: Vor der Rednertribüne auf dem Forum Romanum sei ein verkleinertes Modell des von Caesar errichteten Tempels der Venus Genetrix aufgestellt worden, von der Caesar angeblich abstammte; darin wurde die blutgetränkte Kleidung des Diktators gezeigt; die Errichtung des Scheiterhaufens auf dem Marsfeld habe mehrere Tage in Anspruch genommen, da allzu viele Menschen noch Totengaben darauf legen wollten. Zweihundert Jahre nach den Ereignissen wurde daraus schließlich die von Appian kolportierte Version, man habe dem Volk ein realistisches Wachsbild des Ermordeten auf einem schwenkbaren Gerüst präsentiert. Jedenfalls wurden aufwendige Leichenspiele veranstaltet, die auch emotional aufrüttelnde Inszenierungen von Tragödien umfassten. Es war also vielleicht eher die Inszenierung der Bestattung durch die Familie Caesars als die Rede des Antonius, die zu den Unruhen führte.
Die Bevölkerung riss während der Leichenfeier den aufgebahrten Toten an sich, errichtete spontan einen neuen Scheiterhaufen aus Möbeln, Kleidern und den Waffen von Caesars Soldaten und äscherte den geliebten Diktator auf dem Forum ein. Im Anschluss versuchte der Mob, die Häuser der Caesarmörder zu stürmen, um sie zu lynchen. Der Volkstribun und neoterische Dichter Gaius Helvius Cinna wurde vom Pöbel auf offener Straße totgeschlagen, weil man ihn aufgrund seines Namens mit L. Cornelius Cinna verwechselte, der sich kurz zuvor abfällig über den Toten geäußert hatte. Brutus, Cassius und die anderen Verschwörer, die eigentlich damit gerechnet hatten, als Befreier und Wiederhersteller der Republik gefeiert zu werden, hatten sich bereits vorher in Sicherheit gebracht.

### Weitere Entwicklung
Dem Tod Caesars folgten weitere innere Wirren und Bürgerkriege, die bis zum Jahr 30 v. Chr. dauern sollten. Marcus Antonius (Caesars Mitkonsul 44 v. Chr.), Caesars Großneffe, Adoptivsohn und Haupterbe Gaius Octavius, der nach der Adoption „Gaius Iulius Caesar Octavianus“ hieß, sowie Marcus Aemilius Lepidus bildeten das zweite Triumvirat, dessen Proskriptionslisten viele republikanische Senatoren und Würdenträger, wie etwa Cicero, als Feinde Caesars zum Opfer fielen; ihr Vermögen wurde eingezogen. In der Schlacht bei Philippi in Griechenland besiegten Antonius und Octavian die Verschwörer um Brutus und Cassius.
Anschließend schaltete Octavian seine Mitstreiter als Konkurrenten aus. Seinen ehemaligen Partner Marcus Antonius, der in Ägypten mit Kleopatra eine Romanze führte, konnte Octavian in der Schlacht von Actium besiegen. Er wurde ab 31 v. Chr. Alleinherrscher.
Octavian vermied jeden Anschein, eine Monarchie errichten zu wollen, sprach sogar von der „Wiederherstellung der Republik“ und nannte sich bescheiden princeps, „erster Bürger“. Er folgte der politischen Konzeption des Pompeius (wie die Übertragung weitreichender Befugnisse durch den Senat) und bezeichnenderweise nicht der seines Adoptivvaters Caesar, behielt dabei aber alle wichtigen Schalthebel der Macht in seiner Hand. Unter dem Ehrennamen Augustus (der Erhabene), der ihm vom Senat verliehen wurde, begründete er das Römische Kaiserreich (Prinzipat) und trug die Römische Republik endgültig zu Grabe. Unter seiner Regierung, die als Goldenes oder augusteisches Zeitalter bezeichnet wird, erlebte das römische Reich eine Blüte.
Bereits zu Beginn des zweiten Triumvirats wurde Caesar als Divus Iulius zum offiziellen Gott erhoben und die Triumvirn gelobten einen Tempel am Ort von Caesars Ustrinum auf dem Forum zu errichten. Octavian bezeichnete sich seitdem als Divi filius („Sohn des Göttlichen“) und weihte am 18. August 29 v. Chr. den Tempel des Divus Iulius auf dem Forum Romanum ein.

## Caesar als Schriftsteller

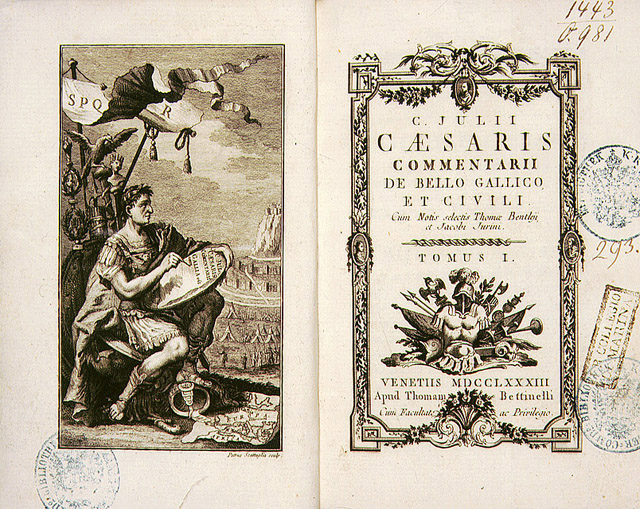
Commentarii de Bello Gallico et Civili. Gemeinsame Ausgabe Caesars bedeutendster Schriften von 1783.

Sueton gibt einen literaturhistorischen Abriss über Caesars schriftstellerisches Werk. Caesar verfügte über eine umfangreiche literarische und rhetorische Schulung und zeichnete sich sowohl als großer Redner wie als Schriftsteller aus. In seiner Jugend wurde er von seiner hochgebildeten Mutter Aurelia und seinem Großonkel Gaius Iulius Caesar Strabo Vopiscus literarisch vorgeprägt. In dieser frühen Lebensphase war Marcus Antonius Gnipho sein Grammatiklehrer. Auf Rhodos empfing er später Unterricht zur Verbesserung seiner Redekunst beim Rhetor Molon, der den asianischen Stil ablehnte.
Nahezu vollständig erhalten sind Caesars autobiographisch-historische Abhandlungen über seine ab 58 v. Chr. geführten Kriege. Er verfasste über seinen Feldzug in Gallien in sieben Büchern die Commentarii de bello Gallico („Kommentare über den Gallischen Krieg“), denen möglicherweise die jährlich abgefassten Dienstberichte an den Senat zugrunde lagen. Die Commentarii sind bis heute wegen ihrer einfachen und klaren Sprache (der Wortschatz beschränkt sich auf etwa 1300 Wörter) ein Standardwerk für die Anfangslektüre im schulischen Lateinunterricht. Caesar beschreibt in dem Werk anschaulich die Schlachten und Intrigen während der ersten sieben der neun Jahre, in denen er die gallischen Stämme vernichtete, die Widerstand leisteten. Von Interesse sind zudem die zahlreichen Bemerkungen zu den Lebensverhältnissen der Gallier, Germanen und Britannier. Ein achtes Buch über die letzten beiden Kriegsjahre stammt nicht mehr von Caesar, sondern von seinem Offizier Aulus Hirtius.
In dem Werk Commentarii de bello Gallico beschreibt Caesar das Gallien seiner Zeit. Der berühmte erste Satz lautet:

Gallia est omnis divisa in partes tres, quarum unam incolunt Belgae, aliam Aquitani, tertiam qui ipsorum lingua Celtae, nostra Galli appellantur.

„Gallien in seiner Gesamtheit zerfällt in drei Teile. Den einen bewohnen die Belgier, einen anderen die Aquitaner, und den dritten die, die sich selbst Kelten nennen, in unserer Sprache aber Gallier heißen.“

Die Commentarii, die wohl als einheitlich verfasstes Gesamtwerk nach Ende seiner Amtszeit in Gallien herausgegeben wurden, dienten vornehmlich der Rechtfertigung von Caesars Feldzügen und damit der Verteidigung seiner Maßnahmen während seiner Amtszeit gegenüber seinen zahlreichen Kritikern im römischen Senat. Gaius Asinius Pollio, der selbst auf der Seite Caesars gekämpft hatte, übte denn auch in seinen (heute verlorenen, aber von mehreren späteren Autoren benutzten) Historien teils scharfe Kritik an Caesars Darstellung.
Außerdem verfasste Caesar ein Werk über die erste Phase des Bürgerkrieges, die Commentarii de bello civili, die ebenfalls eine Rechtfertigungsschrift darstellen und die Vorgänge im Sinne Caesars auslegen. Einige kleinere historische Schriften, die spätere Phasen des Bürgerkriegs behandeln und im Zusammenhang mit dem Bellum civile überliefert sind, stammen nicht von Caesar; die Verfasser dieser sogenannten „kleinen bella“ sind unbekannt.
Die übrigen Schriften Caesars sind lediglich fragmentarisch erhalten. In seiner Jugend verfasste er mehrere Gedichte, so ein Lob des Hercules (Laudes Herculis) und eine Tragödie Oedipus. Er stellte auch eine Sammlung von Apophthegmata zusammen. Alle diese Werke durften auf Anordnung von Caesars Adoptivsohn und Nachfolger Octavian nicht publiziert werden, so dass sie heute gänzlich verloren sind. Während des Bürgerkrieges schrieb Caesar Ende 46 v. Chr. das Gedicht Iter („Die Reise“) und schilderte darin seinen 24-tägigen Marsch von Rom nach Spanien, wo er seine letzten Kämpfe gegen die Pompeianer zu bestehen hatte. Laut Plinius dem Jüngeren verfasste Caesar auch Liebesgedichte.
Entweder 55 oder 54 v. Chr., als Caesar von Norditalien aus die Alpen überschritt und zu seinem Heer nach Gallien zurückkehrte, schrieb er zwei Cicero gewidmete Bücher De analogia, in denen er sich über die grammatische Sprachrichtigkeit als Basis der Rhetorik theoretisch äußerte. Einige Fragmente daraus, die etwa Angaben zur Rechtschreibung, Flexion oder der richtigen Wortwahl enthalten, haben Aulus Gellius und spätere Grammatiker bewahrt. Ein im Zuge der Kalenderreform (46 v. Chr.) entstandenes astronomisches Werk, das Eingang in das 18. Buch der Naturalis historia des älteren Plinius fand, dürfte kaum von Caesar selbst stammen, sondern nur unter seinem Namen ediert worden sein; der eigentliche Autor war wohl der alexandrinische Astronom Sosigenes.
Als Antwort auf Ciceros und Marcus Brutus’ Enkomien auf Cato, die nach dessen Selbstmord (April 46 v. Chr.) entstanden waren, verfasste Caesar 45 v. Chr. etwa zur Zeit der Schlacht bei Munda zwei Bücher Anticatones, eine gegen seinen ehemaligen scharfen politischen Gegner gerichtete Invektive. In einem deutlichen Understatement seiner Redekunst bat der Diktator darin, seine grobe, soldatische Ausdrucksweise nicht kritisch mit der bezaubernden Sprache eines begnadeten Redners zu vergleichen.
Sueton kannte Schreiben Caesars an den Senat, ebenso Sammlungen privater (bisweilen verschlüsselter) Briefe Caesars an seine engeren Bekannten und an Cicero. Sechs solcher Briefe sind in der Korrespondenz Ciceros mit dessen Freund Atticus erhalten. Aus diesen ist ersichtlich, dass Caesars Briefstil knapp und bündig war. Er betonte in ihnen auch seine Nachsicht mit politischen Opponenten und bemühte sich liebenswürdig, sich Cicero freundschaftlich zu verbinden.
Um die Bewahrung eines Corpus seiner Reden kümmerte Caesar sich nicht und gab nur wenige von ihnen schriftlich ausgearbeitet selbst heraus. Cicero gab ein schmeichlerisches Lob über Caesars rhetorische Fähigkeiten ab. Schon 77 v. Chr. war Caesar als Gerichtsredner durch seine Anklage von Sullas ehemaligem Parteigänger Gnaeus Cornelius Dolabella wegen Erpressung aufgefallen. In seiner 68 v. Chr. gehaltenen laudatio funebris auf seine verstorbene Tante Iulia, aus der Sueton ein größeres Bruchstück erhalten hat, strich Caesar die angeblich königliche und göttliche Abkunft seines Geschlechts heraus. Es zirkulierten auch unechte Reden Caesars; Augustus hielt etwa eine seinem Adoptivvater zugeschriebene Ansprache An die Soldaten in Spanien für nicht authentisch. Die Caesar von antiken Geschichtsschreibern in den Mund gelegten Worte sind freilich nicht echten Reden entnommen, geben aber doch mitunter inhaltlich seine Haltung richtig wieder.

## Porträt

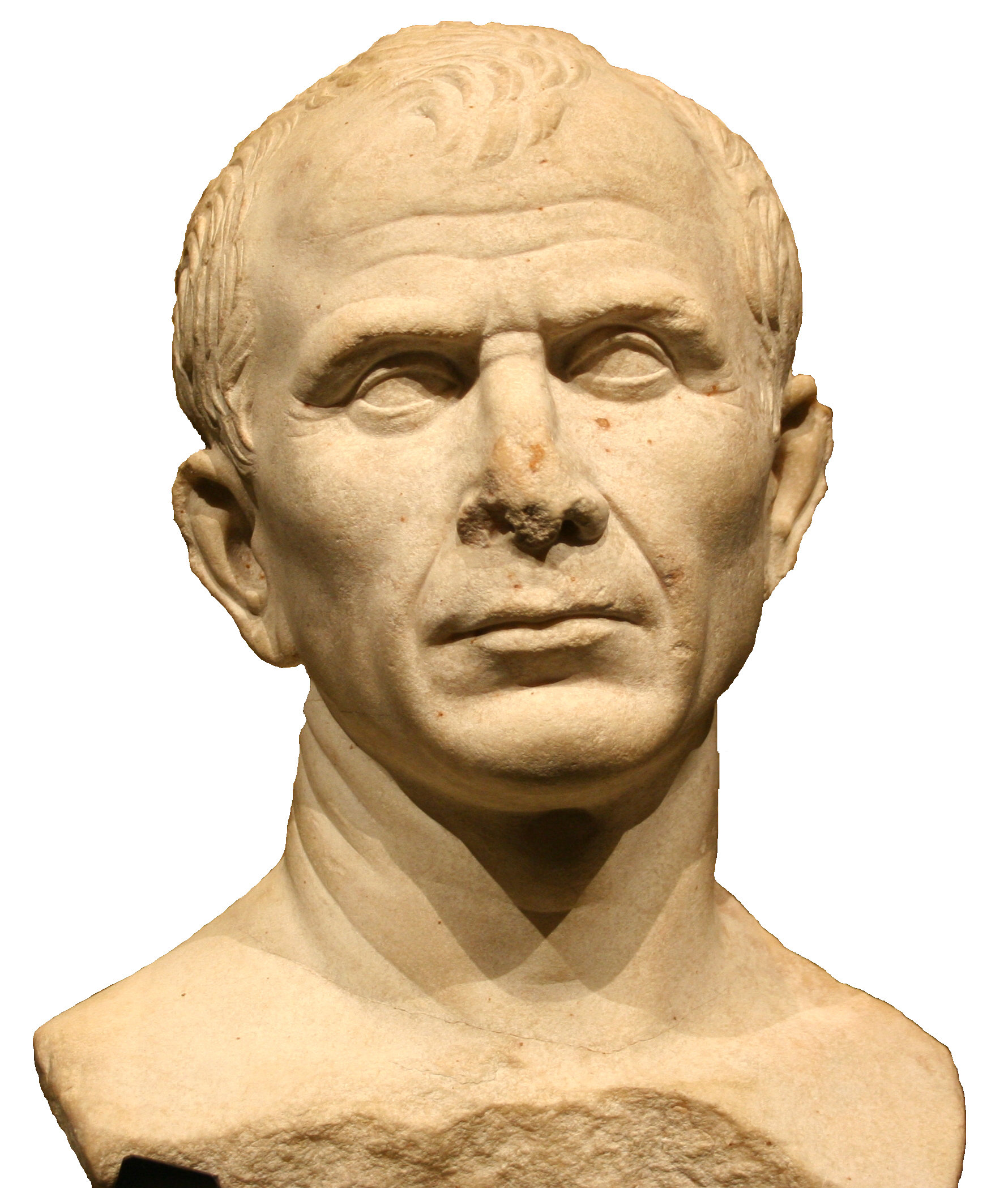
Die 2007 gefundene umstrittene Büste

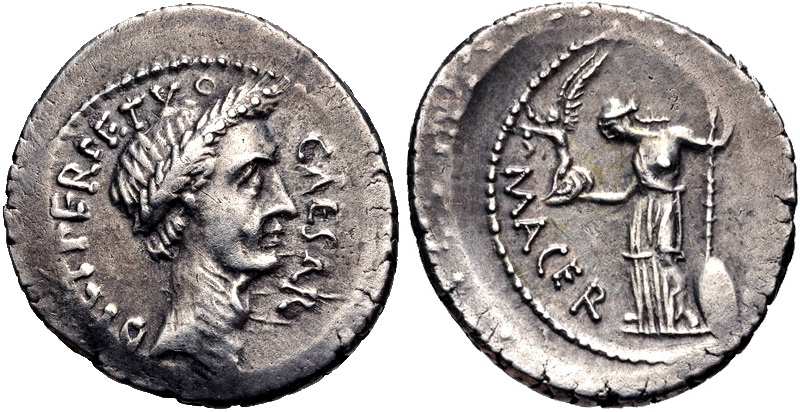
Im Jahr 44 v. Chr., dem Todesjahr Caesars, geprägte Münze; sie zeigt Caesars Kopf mit Lorbeerkranz und der Inschrift CAESAR DICT PERPETVO („Dictator perpetuo“, zu deutsch: Diktator auf Ewigkeit bzw. Diktator für immer) zu sehen. Auf der Rückseite ist der Name des Münzmeisters – ein gewisser Publius Sepullius Macer – sowie die Göttin Venus zu sehen, mit der sich Caesar identifizierte. Sie hält in ihrer rechten Hand die Victoria und in der linken ein Zepter.

Das einzige inschriftlich gesicherte Porträt Caesars, das zu Lebzeiten entstand, ist auf Münzen überliefert, die in seinem letzten Lebensjahr geprägt wurden. Sie zeigen eine hagere Person mit hoher Stirn und langem, faltigem Hals. Auf der Grundlage der Münzabbildungen wurde mit dem Caesar Tusculum ein in Tusculum gefundener, in Turin befindlicher Kopf aus Marmor als zeitgenössisches Porträt Caesars identifiziert. Postume Darstellungen finden sich wiederum auf Münzen des Jahres 42 v. Chr., denen ein Kopf im Vatikan entspricht. Das Porträt ist deutlich idealisierter als die zu Lebzeiten entstandenen. Die Idealisierung der Darstellung des divus Iulius setzte sich in augusteischer Zeit fort. Eigenständig ist der sogenannte Grüne Caesar, ein Porträtkopf aus grünem Schiefer (Basanit) in der Antikensammlung Berlin, dessen Herkunft aus Ägypten diskutiert wird.
Im Oktober 2007 wurde auf dem Grund der Rhone in der Nähe des 46 v. Chr. von Caesar gegründeten Arles eine Büste gefunden, die laut Meinung französischer Archäologen, die den Fund im Mai 2008 bekanntgaben, ein noch zu seinen Lebzeiten entstandenes Porträt Caesars sein soll. Die Identifizierung wird von anderen Fachleuten bestritten.
Sueton beschrieb Caesar als hochgewachsen, seine Hautfarbe war weiß, er hatte kräftige Glieder, ein etwas zu volles Gesicht und schwarze, lebhafte Augen. Er bekam früh eine Glatze, Körperhaare ließ er ausrupfen. Außerdem litt Caesar an (nicht unbedingt mit der heutigen Epilepsie zu deutender) epilepsia. Caesars Kahlköpfigkeit war auch Thema von zeitgenössischen Spottliedern (vgl. Spottlieder während des Triumphzuges).
2018 fertigte die Archäologin Maja d’Hollosy für das niederländische Rijksmuseum van Oudheden (Nationales Museum für Altertümer) eine umstrittene 3-D-Rekonstruktion an.

## Der Name „Caesar“

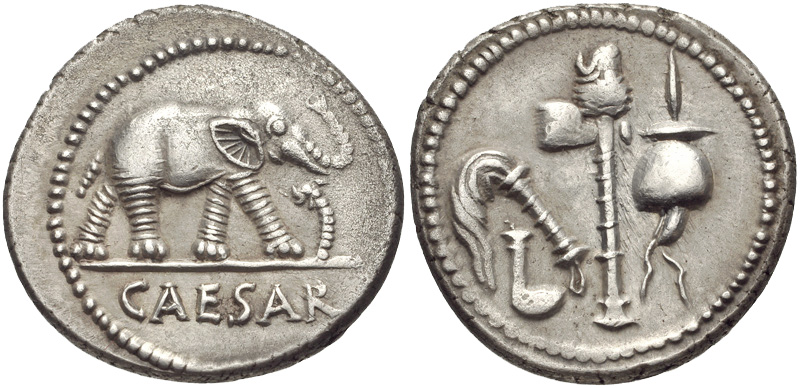
Münze mit Elefanten

Nach dem römischen Schriftsteller Plinius leitet sich der Name „Caesar“ vom Partizip Perfekt des lateinischen Wortes caedere („ausschneiden“), caesus („geschnitten“), ab. Im Kontext des römischen Gesetzes lex regia oder lex caesarea, nach dem schwangeren Frauen, die während der Geburt verstarben, das Kind aus dem Leib geschnitten werden sollte, wird der Name als „der aus dem Mutterleib Geschnittene“ interpretiert. Dies hat allerdings nichts mit einem heutigen Kaiserschnitt zu tun, denn dieser Eingriff hatte weniger das Ziel, das Kind zu retten, als vielmehr es getrennt von der Mutter begraben zu können. Es wäre dann anzunehmen, dass ein früher Vorfahre Gaius Iulius Caesars mit einem solchen Eingriff in Verbindung stand und sich daraus der Name ableitet.
Eine andere These geht davon aus, dass der Name Caesar mit dem verlorengegangenen karthagischen Wort für Elefanten in Zusammenhang steht. Einer von Caesars Vorfahren hat sich demnach in den punischen Kriegen diesen Beinamen verdient. Dafür spricht, dass Caesars Wappentier der Elefant ist, der auch auf den Rückseiten der mit seinem Gesicht geprägten Münzen abgebildet ist.
Das Suffix -ar ist im lateinischen Namenskontext ansonsten völlig unbekannt. Es ist zudem möglich, dass das gesamte Cognomen „Caesar“ überhaupt nicht lateinischen Ursprunges ist.
Das „C“ wurde im Lateinischen zu Caesars Zeit als unbehauchtes „K“ [⁠k⁠] ausgesprochen, das „ae“ als [ae̯], nicht als „ä“ [ɛː]. Daraus ergibt sich die folgende lateinische Aussprache des Wortes Caesar: /'kae̯sar/. Erst durch Lautwandlungen in der Spätantike ergab sich die Aussprache /'tsɛːzar/ „Zäsar“, die sich im deutschen Sprachgebrauch eingebürgert hat.

## Wirkung

### Der Titel Caesar
Der Titel Caesar war seit Augustus Teil des Namens und der Titulatur der römischen Herrscher. Seit der Zeit Kaiser Hadrians war Caesar der Titel des Zweiten in der Hierarchie, des designierten Nachfolgers des „Augustus“ titulierten Kaisers. Leicht variiert wurde er in vielen Sprachen ein Titel des Herrschers. Das deutsche Wort Kaiser und das slawische Zar sind von Caesar abgeleitet.

### Caesarchiffre
Die Caesarchiffre ist ein einfaches Textverschlüsselungsverfahren, welches von Caesar benutzt worden sein soll. Dabei werden Buchstaben aus dem Klartext durch einen Buchstaben ersetzt, der drei Stellen später im Alphabet steht. Die Chiffre ist eine symmetrische monoalphabetische Substitutionschiffre. Sie wurde eingesetzt, um militärische Nachrichten zu chiffrieren.

### Kalenderreform
Im Jahre 46 v. Chr. führte Caesar anstelle des alten römischen Mondkalenders den aus Ägypten stammenden Sonnenkalender ein. Dabei stützte er sich wahrscheinlich auf Berechnungen des Astronomen Sosigenes aus Alexandria. Nach Caesars Tod wurde sein Geburtsmonat, der mensis Quintilis, ursprünglich fünfter Monat des römischen Jahres, in mensis Iulius, deutsch „Juli“, umbenannt. Der nach ihm benannte Julianische Kalender galt in den katholischen Ländern bis ins 16. Jahrhundert, als er von dem genaueren Gregorianischen Kalender abgelöst wurde. Die meisten protestantischen Staaten behielten den Julianischen Kalender bis ins 18. Jahrhundert bei, das orthodoxe Russland sogar bis 1918.

### Rezeption

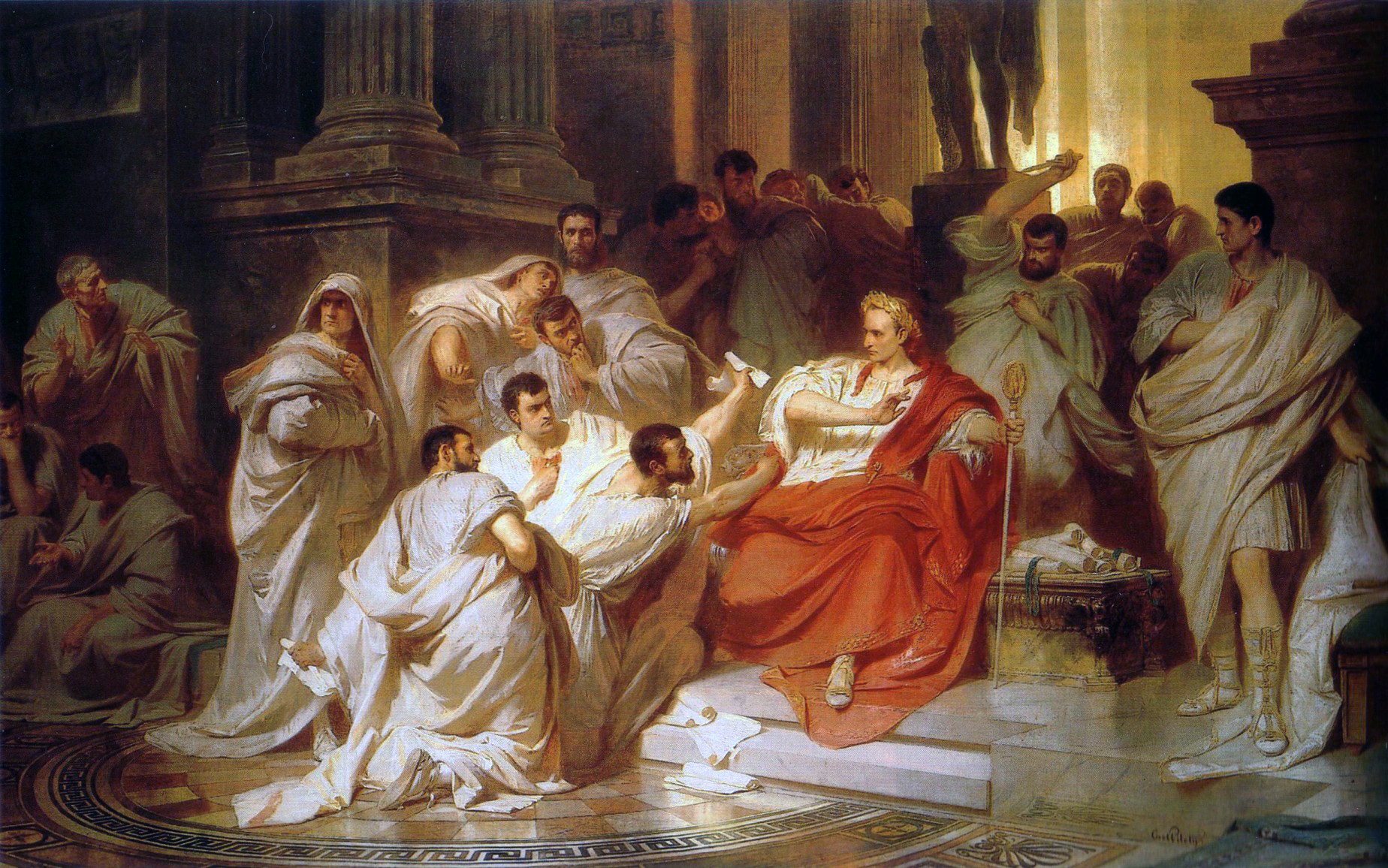
Caesars Tod von Carl Theodor von Piloty (1865)

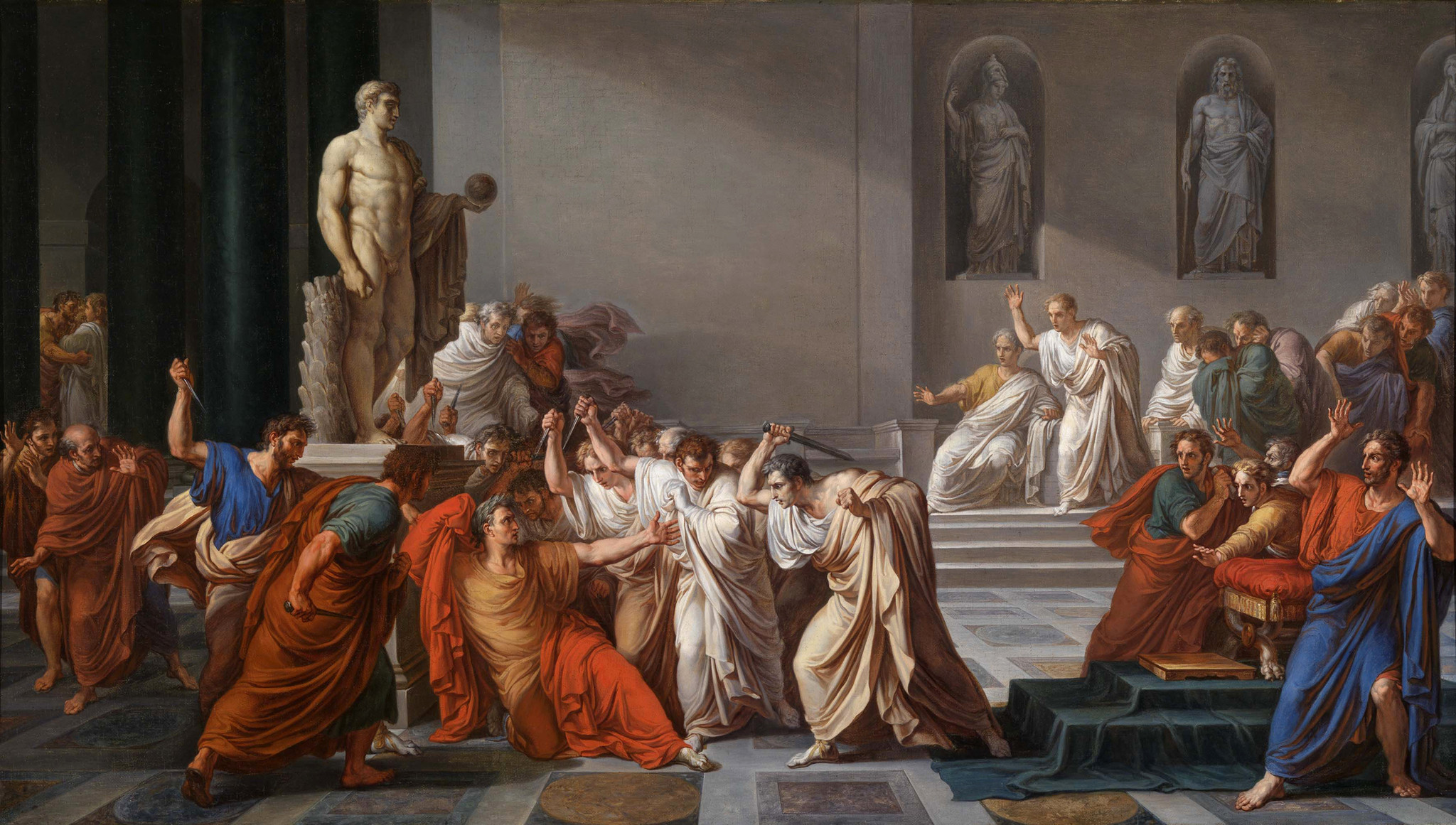
Der Tod des Caesar von Vincenzo Camuccini (1798)
Beide Historiengemälde zeigen, wie sich Maler im 18. und 19. Jahrhundert die Ermordung Caesars vorstellten.

Zahlreiche Künstler und Schriftsteller haben Caesar als Thema von Bildern, Dramen und Romanen gewählt. In Dante Alighieris Divina Commedia werden Brutus und Cassius, die beiden Verschwörer gegen Caesar, den ersten gottgewollten Kaiser, neben Judas, dem Verräter an Jesus, im innersten Kreis der Hölle gequält. Am bekanntesten dürfte das Theaterstück Julius Caesar von William Shakespeare sein. Georg Friedrich Händel komponierte eine Oper Giulio Cesare.
Caesar wird in ungezählten Dramen und historischen Romanen sowie in der populären Kunst dargestellt:
- Mirko Jelusich veröffentlichte 1929 den Roman Caesar, in dem die Titelgestalt als stark idealisierte Führergestalt beschrieben wird.
- Thornton Wilder verfasste mit The Ides of March (1948; deutsch: Die Iden des März) eine fiktive Quellensammlung, die Caesars Charakter und Leistung aus verschiedenen Perspektiven beleuchtet.
- Bertolt Brecht schrieb einen Fragment gebliebenen Roman Die Geschäfte des Herrn Julius Caesar (veröffentlicht 1957), in dem er sehr lebendig, jedoch recht frei am Beispiel der Catilina-Affäre die politischen Intrigen der damaligen Zeit beschreibt.
- In dem Fernsehspiel Die Verschwörung (1966) zeichnete Walter Jens ein interessantes Bild des alten Caesar: In einer politischen Lage, aus der er keinen sinnvollen Ausweg mehr erkennt, inszeniert er, um nicht ruhmlos abzutreten, selbst die Verschwörung, der er zum Opfer fallen soll.
- Caesar tritt in den Asterix-Comics von Albert Uderzo und René Goscinny, die in der Zeit kurz nach dem Gallischen Krieg spielen, regelmäßig auf.[103]
- Colleen McCullough schrieb von 1990 bis 2007 die Romanreihe Masters of Rome über die letzten hundert Jahre der römischen Republik. Caesars Leben wird – mit einigen Ausschmückungen – in Günstlinge der Götter, Caesars Frauen, Rubikon und Das Erbe Caesars nacherzählt.

Der Mondkrater Julius Caesar (seit 1935) und der Asteroid (18458) Caesar (seit 2002) sind nach ihm benannt.

### Filme und Fernsehen
- Cleopatra, Regie: Cecil B. DeMille, 1934
- Caesar und Cleopatra, Regie: Gabriel Pascal, 1945
- Julius Caesar, Regie: Joseph L. Mankiewicz, 1953
- Cleopatra, Regie: Joseph L. Mankiewicz, 1963
- Cleopatra, Regie: Franc Roddam, 1999
- Julius Caesar, Regie: Uli Edel, 2002
- Rom, Fernsehserie, 2005

## Schriften

### Vollständig erhaltene Werke

Sammelmarke für die Langenscheidtsche Bibliothek sämtlicher griechischen und römischen Klassiker

- Commentarii de bello Gallico (Aufzeichnungen zum Gallischen Krieg).[105]
- Commentarii de bello civili (Aufzeichnungen zum Bürgerkrieg).[106]

Mit Caesars Commentarii zusammen sind mehrere Fortsetzungen überliefert (Corpus Caesarianum), die aber nicht von ihm stammen:
- Commentarii de bello Gallico, Buch 8
- De bello Alexandrino
- De bello Africo
- De bello Hispaniensi

### Fragmentarisch erhaltene Werke
- Reden:
  - Orationes in Cn. Cornelium Dolabellam
  - Suasio Legis Plautiae
  - Laudatio Iuliae amitae
  - Ad milites in Africa
  - Apud milites de commodis eorum
  - Pro Bithynis
- De analogia ad M. Tullium Ciceronem
- Anticatonis Libri II
- Carmina et prolusiones
- Epistulae ad Ciceronem
- Epistulae ad familiares